# Alvan Graham Clark
Alvan Graham Clark (ur. 10 lipca 1832 w Fall River, zm. 9 czerwca 1897 w Cambridge) – amerykański astronom i projektant teleskopów. Syn innego astronoma Alvana Clarka. W 1862 w czasie testowania nowego 18-calowego teleskopu odkrył pierwszego białego karła – Syriusza B.